# Nun komm, der Heiden Heiland (koraal)
Nun komm, der Heiden Heiland ('Kom, Heiland der volkeren') is een koraal dat in 1524 geschreven werd door Maarten Luther. Het koraal is een vertaling van de hymne "Veni redemptor gentium", die in 397 geschreven was door Ambrosius van Milaan. Het koraal is geschreven voor eerste Adventzondag (de eerste zondag van het kerkelijk jaar) en was daardoor het eerste lied in het Lutherse koraalboek.
Het koraal telt in totaal zeven strofen van elk vier verzen, een kwatrijn vormend. In de melodie (gecomponeerd door Johann Gottfried Walther) zijn de eerste en de laatste regel van een couplet identiek en zijn de tweede en derde elkaars spiegelbeeld. In het Nederlandse Liedboek voor de Kerken is het lied opgenomen als 'Kom tot ons, de wereld wacht' (gezang 122), een vertaling van Jan Willem Schulte Nordholt.

## Johann Sebastian Bach
Het koraal is driemaal door Johann Sebastian Bach als uitgangspunt gebruikt voor een cantate en verschillende malen voor orgelkoralen (BWV 599 en BWV 660).
1. (1731) Schwingt freudig euch empor  (BWV 36)
2. (1714) Nun komm, der Heiden Heiland (BWV 61)
3. (1724) Nun komm, der Heiden Heiland (BWV 62)